# Ojos que no ven (programa de televisión)
Ojos que no ven fue un programa de televisión argentino conducido por Andrea Politti de género parejas puesto al aire el 8 de enero, finalizado hasta el 7 de septiembre de 2018, por eltrece. El programa se emitía de lunes a viernes a las 17:30 (UTC -3) y tuvo 149 capítulos.